# Lijst van voetbalinterlands Canada - Marokko
Deze lijst van voetbalinterlands is een overzicht van alle officiële voetbalwedstrijden tussen de nationale teams van Canada en Marokko. De landen speelden tot op heden vier keer tegen elkaar, te beginnen met een vriendschappelijke wedstrijd die werd gespeeld op 24 oktober 1984 in Rabat. Het laatste duel, een groepswedstrijd tijdens het Wereldkampioenschap voetbal 2022, vond plaats in Doha (Qatar) op 1 december 2022.

## Wedstrijden
| № | Plaats    | Datum           | Competitie        | Wedstrijd        | Uitslag |
| - | --------- | --------------- | ----------------- | ---------------- | ------- |
| 1 | Rabat     | 24 oktober 1984 | Vriendschappelijk | Marokko – Canada | 3 – 2   |
| 2 | Montreal  | 1 juni 1994     | Vriendschappelijk | Canada – Marokko | 1 – 1   |
| 3 | Marrakesh | 11 oktober 2016 | Vriendschappelijk | Marokko − Canada | 4 − 0   |
| 4 | Doha      | 1 december 2022 | WK 2022           | Canada – Marokko | 1 − 2   |

## Samenvatting
| Competitie        | Totaal gespeeld | Winst Canada | Gelijk | Winst Marokko | Doelsaldo Canada – Marokko |
| ----------------- | --------------- | ------------ | ------ | ------------- | -------------------------- |
| WK-eindronde      | 1               | 0            | 0      | 1             | 1 − 2                      |
| Vriendschappelijk | 3               | 0            | 1      | 2             | 3 − 8                      |
| Totaal            | 4               | 0            | 1      | 3             | 4 − 10                     |

Wedstrijden bepaald door strafschoppen worden, in lijn met de FIFA, als een gelijkspel gerekend.

## Details

### Tweede ontmoeting
| Vriendschappelijk (Montreal, Canada, 1 juni 1994): |       |                      |
| Canada                                             | 1 – 1 | Marokko              |
| Rudy Doliscat 90'                                  | goals | 57' Mohammed Chaouch |